# Richard Bulkeley (5e vicomte Bulkeley)
Pour les articles homonymes, voir Richard Bulkeley (3e vicomte Bulkeley), Richard Bulkeley (4e vicomte Bulkeley) et Bulkeley.
Richard Bulkeley, 5e vicomte Bulkeley (8 avril 1707 - 15 mars 1739) de Baron Hill, Anglesey, est un propriétaire gallois et un homme politique conservateur qui siège à la Chambre des communes de 1730 à 1738.

## Biographie

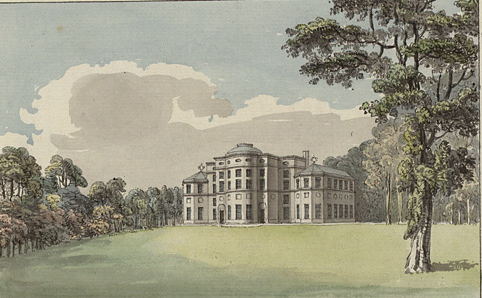
Baron Hill, Anglesey, siège de la famille Bulkeley, en 1776. Une ruine à présent

Il est le fils aîné de Richard Bulkeley (4e vicomte Bulkeley) et de sa femme Bridget Bertie, fille de James Bertie (1er comte d'Abingdon). Il fait ses études à la Westminster School en 1718. À la mort de son père le 4 juin 1724, il hérite du domaine familial de Baron Hill et de la pairie irlandaise sous le nom de vicomte Bulkeley. En 1725, il est nommé chambellan du nord du Pays de Galles et constable du château de Beaumaris. Il occupe ces fonctions jusqu'à sa mort.
Il est élu sans opposition en tant que député de Beaumaris lors d'une élection partielle le 25 mars 1730. Tory comme son père, il vote contre le gouvernement whig de Robert Walpole. Il est réélu sans opposition pour Beaumaris aux élections générales britanniques de 1734 .

## Famille
Il épouse Jane Owen, fille et héritière de Lewis Owen de Peniarth, Merionethshire, le 8 janvier 1732. Il est décédé le 15 mars 1739, à l'âge de 31 ans, sans descendance. Son frère, James Bulkeley (6e vicomte Bulkeley), lui succède.